# 21 Brygada Piechoty (UHA)
21 Brygada Piechoty – brygada piechoty Ukraińskiej Armii Halickiej.
Została utworzona w maju 1919 i nosiła wówczas przydomek „Zbaraska”, należąc do IV Korpusu UHA. Była formowana z oddziałów i poborowych pochodzących z powiatu zbaraskiego i części powiatów tarnopolskiego i skałackiego. Brygada nie osiągnęła pełnego rozwinięcia, składała się z 2 batalionów piechoty, pułku artylerii lekkiej z 3 bateriami, kompanii konnej i kompanii łączności. Dowódcą brygady był ppłk Bohusław Szaszkewycz.
W czasie ofensywy czortkowskiej Brygada była podporządkowana I Korpusowi UHA, i wraz z nim nacierała w kierunku Tarnopola. Po przejściu Zbrucza w lipcu 1919 włączono ją do II Korpusu UHA, a w czasie ofensywy kijowskiej, po zdobyciu Międzyboża rozformowano, wcielając żołnierzy i oficerów do innych oddziałów UHA.